# Shivashanmukha Rao
Shivashanmukha Rao (Sandur, 17 ottobre 1847 – Bellary, 3 maggio 1878) è stato un principe indiano.
Fu Raja di Sandur dal 1861 al 1878.

## Biografia

### I primi anni
Shivashanmukha Rao nacque il 17 ottobre 1847, figlio del raja Venkata Rao II. Venne educato privatamente tramite dei tutori.

### Il regno
Quando Venkata Rao II morì nel 1861, il quattordicenne Shivashanmukha Rao ascese al trono come suo primogenito, ma essendo ancora minorenne venne sottoposto ad un consiglio di reggenza che amministrò lo stato per suo conto, venendo incoronato formalmente nel 1863 quando ottenne un sanad dal governo di Madras. Nel 1876 le autorità britanniche gli accordarono il titolo di raja.
Quando salì al trono nel 1863, tra le sue prime azioni di governo Shivashanmukha Rao scelse J. Macartney, un missionario della London Missionary Society quale suo agente e consigliere. Durante questo periodo Macartney introdusse diverse riforme e migliorò l'amministrazione dello stato. Macartney si ritirò dal servizio attivo nel 1885 e gli successe J. G. Firth, ex tahsildar di Bellary.
Shivashanmukha Rao morì il 3 maggio 1878 a Bellary e gli successe suo fratello minore Ramachandra Vitthala Rao, non avendo lui avuto eredi.